# Pius XI
Pius XI (en llatí: Pius XI, en italià: Pio XI), de nom seglar Ambrogio Damiano Achille Ratti (Desio, Regne Llombardovènet, Imperi Austríac, 31 de maig de 1857 - Palau Vaticà, 10 de febrer de 1939), fou papa de l'Església Catòlica entre 1922 i 1939.

## Orígens
Va estudiar a Milà i a la universitat Gregoriana de Roma; va ser ordenat sacerdot el 1879. Els seus estudis de filosofia van cridar l'atenció del papa Lleó XIII i va tornar a ingressar al seminari de Milà per a fer un doctorat a la Biblioteca Ambrosiana, on va ésser des de 1907 director i prefecte.
El 1918, Pius X el va cridar a Roma, on es va convertir en viceprefecte de la Biblioteca Vaticana. El 1919 Benet XV el va nomenar nunci a Polònia i el 1921 va rebre del mateix papa el capell cardenalici i l'arquebisbat de Milà.

## Pontificat
El 6 de febrer de 1922, a la mort de Benet XV va ser escollit papa pels cardenals reunits en el conclave. La cerimònia de coronació va ser celebrada a l'esplanada de la Basílica de Sant Pere, acte imitat pels seus successors Pius XII, Joan XXIII i Pau VI, lloc on es realitzen les misses d'inici de pontificat. La seva coronació va ser pública per primer cop des que Pius IX el 1870 va negar-se a acceptar la desaparició dels Estats Pontificis i es va declarar presoner al Vaticà. Els seus predecessors es van coronar a la Basílica de Sant Pere, com Lleó XIII, Pius X i Benet XV.
En el seu pontificat va reconèixer el Regne d'Itàlia, una disputa entre l'Església i el govern italià que es remuntava a l'ocupació dels Estats Pontificis el 1870. El 1928 va publicar l'encíclica Mortalium Animos que és una condemna virulenta de l'ecumenisme. Pius XI va firmar amb el govern italià de Benito Mussolini i el rei Víctor Manuel III els pactes del Laterà (febrer de 1929), que va donar naixement a l'actual estat del Vaticà. Aquest acord, que va posar fi a una tensió que durava des del 1870, convenia a ambdues parts, ja que Mussolini buscava un acostament als catòlics i l'Església buscava obtenir un reconeixement internacional. Quan Itàlia va reconèixer la sobirania del microestat del Vaticà, donava a l'Església l'oportunitat d'establir relacions internacionals amb els altres països del món.

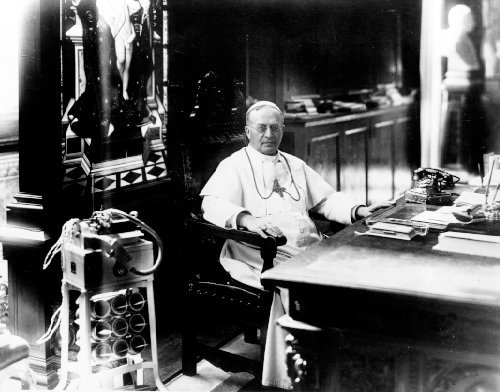
Pius XI al seu despatx

El desembre de 1929 va publicar l'encíclica Divini Illius Magistri, sobre l'educació on continua la política antimodernista dels seus predecessors. Hi defensa el monopoli «sobrenatural» de l'Església per a l'escolarització, el paper secundari de l'Estat, la necessària segregació de sexes per la desigualtat «natural» de la dona i refusa l'escola única per a tots. Aquest document va formar la base de l'organització de l'educació franquista després de la guerra civil.
La posició de Pius XI fou ambigua respecte als règims feixistes d'aquella època. En general, sembla que manifestà certa simpatia al principi dels anys 1930 tot i que des de 1938 es mostrà més combatiu i arribà a criticar les persecucions racistes. Així malgrat certa discòrdia inicial amb el dictador Benito Mussolini deguda a l'assetjament de grups catòlics a la primavera del 1931, el papa mirà d'atraure's la simpatia del règim com ara amb el lliurament de l'Esperó d'Or a Mussolini el 9 de gener de 1932. Arran dels esdeveniments a tot Europa la simpatia inicial cap a certs règims feixistes com el de Hitler canvià gradualment per a situar-se a la crítica.
El 1931 i amb la col·laboració de Marconi, va inaugurar Ràdio Vaticana, amb la qual l'Església va poder llançar les seves opinions a nivell mundial en diversos idiomes, cosa encara vigent.
Tot i ser anticomunista, ideologia que compartia amb el seu secretari d'estat, Eugenio Pacelli, el futur papa Pius XII, cap a la fi del seu pontificat va publicar el març del 1937 l'encíclica Mit brennender Sorge, on condemnava el règim nazi, tot i que de forma molt tèbia i prudent, cosa que no va impedir que Hitler ordenés al cap de la Gestapo, Reinhard Heydrich, que en destruís totes les còpies i les relacions amb el Vaticà van empitjorar durant un temps. Dies després l'encíclica Divini Redemptoris condemnava en termes explícits el comunisme.
El 1938 Pius XI preparava una encíclica que condemnava l'antisemitisme del règim nazi però mai va ser publicada per culpa de la seva malaltia i mort no la va poder publicar però recentment s'han trobat els esborranys. Una altra encíclica important del seu pontificat és la Quadragesimo anno que va commemorar el quarantè aniversari de la publicació de Rerum Novarum de Lleó XIII el 1891 i on l'Església Catòlica prenia posició per primera vegada sobre el moviment obrer.

## La mort de Pius XI

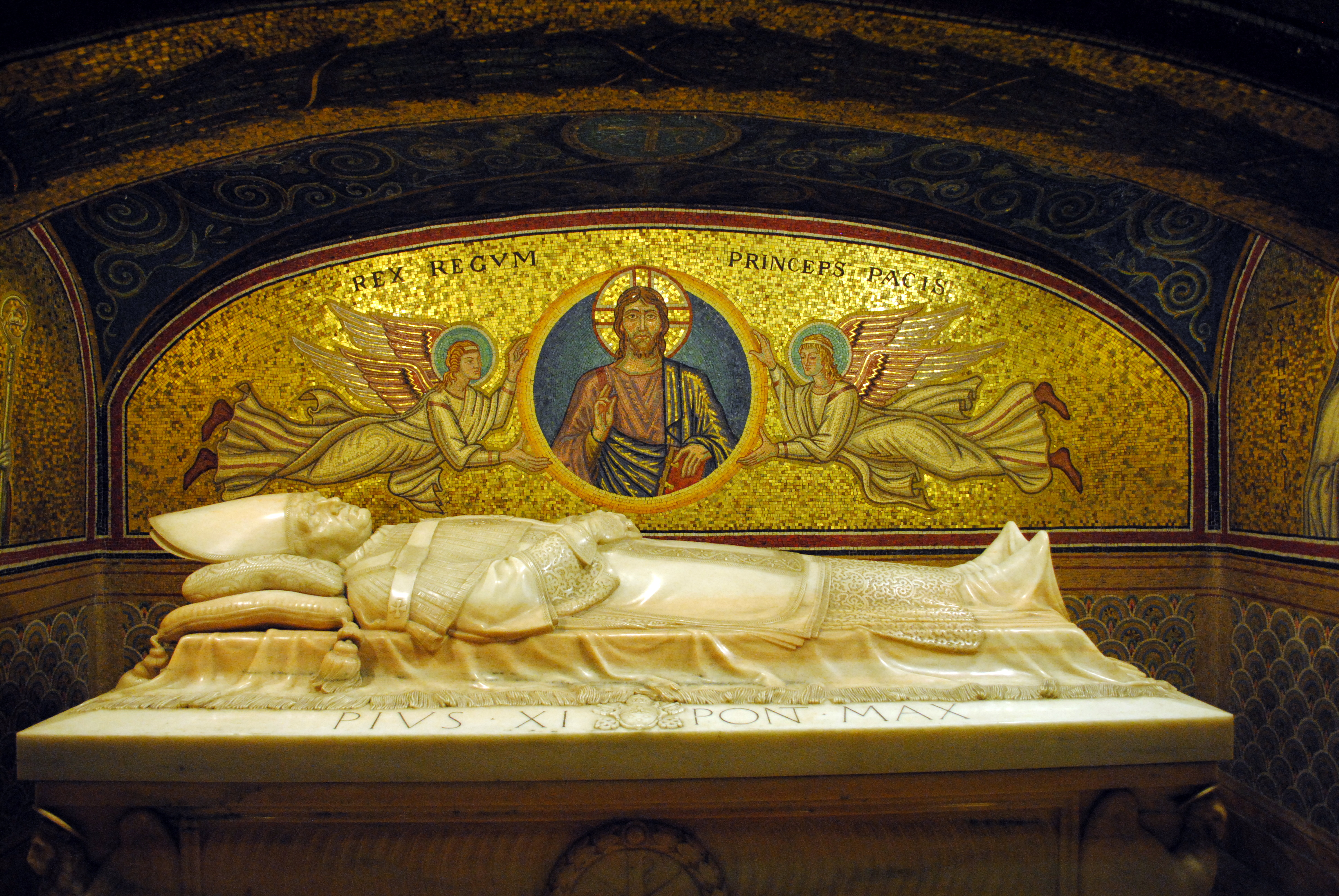
El sarcòfag del Papa Pius XI.

Ja feia cert temps que Pius patia d'una malaltia greu quan, el 25 de novembre de 1938, tingué dos atacs cardíacs seguits. Ja que tenia problemes respiratoris greus fou confinat al seu apartament. Al febrer de 1939, la salut del pontífex decaigué més encara i va tenir dolors intensos i fins i tot dificultats per a caminar. La seva situació mèdica s'agreujà i a conseqüència el Pius XI va morir el matí del 10 de febrer de 1939 d'un atac de cor amb 81 anys. Va ser enterrat a la cripta de la basílica de Sant Pere, a la capella principal, a prop de la tomba de Sant Pere.